# Beograjski mir
Beograjski mir ali Beograjski sporazum je bil mirovni sporazum, ki sta ga 18. septembra 1739  v Beogradu podpisali Habsburška monarhija in Osmansko cesarstvo. Z Beograjskim mirom se je končala rusko-avstrijsko-turška vojna (1737-1739), v kateri sta se na eni strani vojskovali Rusko carstvo in Habsburška monarhija, na drugi pa Osmansko cesarstvo in Krimski kanat. 

## Vsebina
Habsburžani so skladno s sporazumom Osmanskemu cesarstvu prepustili Kraljevino Srbijo z  Beogradom, južne dele Temišvarske banovine in  severno Bosno. Oltenijo, katero so dobili s podpisom  Požarevskega miru, so prepustili Vlaški, ki je bila osmanski vazal. Razmejitvena črta med sprtima stranema je potekla po rekah Savi in Donavi. 
Umik Habsburžanov je prisilil Rusijo, da je leta 1739 z Osmanskim cesarstvom podpisala Niški mirovni sporazum. Dobila  je dovoljenje za gradnjo pristanišča Azov, s katerim je dobila svoje prvo oporišče na Črnem morju.
S podpisom pogodbe je bila ukinjena Kraljevina Srbija, ustanovljeno leta 1718. Njeno ozemlje je ostalo pod osmansko oblastjo do naslednje avstrijsko-turške vojne, v kateri je bila leta 1788 s pomočjo Koće Anđelkovića za nekaj časa ponovno vključeno v Habsburško monarhijo.

## Sklica
1. ↑  Alexander Mikaberidze. Treaty of Nis (1739),  Conflict and Conquest in the Islamic World. A Historical Encyclopedia, urednik Alexander Mikaberidze, ABC-CLIO, 2011, str.  647.
2. ↑  Dennis P. Hupchick. The Balkans:From Constantinople to Communism.  Palgrave Macmillan, 2002, str. 213.